# هامشيات الرأس
هامشيات الرأس (الاسم العلمي: Marginocephalia)، فرع حيوي من ديناصورات طيريات الورك التي تتميز برف عظمي أو هامشي في الجزء الخلفي من الجمجمة. ومن المرجح أنها كانت تستخدمها للعرض. يوجد فرعين حيويين ضمن هامشيات الرأس: العظائيات السميكة الرأس وقرنيات الوجه. وجميع أعضاء هامشيات الرأس عاشبة.[بحاجة لمصدر] وجميعها تستخدم حصاة المعدة للمساعدة في هضم المواد النباتية الصلبة حتى تطورت الأسنان في قرنيات الوجه الحديثة و سميكات الرأس. وقد تطورت هامشيات الرأس لأول مرة خلال العصر الجوراسي وأصبحت أكثر شيوعا في العصر الطباشيري. وكانت في الأساس عبارة عن رباعية حركة اختيارية صغيرة بينما الأعضاء المشتقة من المجموعة هي رباعية حركة إلزامية كبيرة. تم العثور على هامشيات الرأس البدائية في آسيا، لكن مجموعة منها قد هاجرت إلى أمريكا الشمالية.